# Искра (Донецкая область)
И́скра (укр. Іскра) — село на Украине, находится в Великоновосёлковском районе Донецкой области.
Код КОАТУУ — 1421281801. Население по переписи 2001 года составляет 777 человек. Почтовый индекс — 85510. Телефонный код — 6243.

## История
В 1964 году решением Донецкого облисполкома переименованы Андреевский сельский Совет Великоновоселковского района, на территории которого находится колхоз «Заря коммунизма» (позднее — совхоз имени XVIII партсъезда. Директор совхоза — Герой Социалистического Труда Иван Макарович Тимченко), — в Искровский сельский Совет, а село Андреевка — в село Искра.

## Адрес местного совета
85510, Донецкая область, Великоновосёлковский район, с. Искра, ул. Советська, 31, 97-5-21

## Известные люди
- Бондарь, Григорий Васильевич — Герой Украины.
- Гуржий Фёдор Павлович — участник Великой Отечественной войны, полный кавалер орденов Славы.